# Бикетов, Алексей Филиппович
Алексей Филиппович Бикетов (1927—1980) — бригадир проходчиков ОШПУ, Герой Социалистического Труда (1966).

## Биография
Родился в 1927 году на Алтае.
В 1949 году окончил школу ФЗО в городе Осинники, работал на шахте № 4 треста «Молотов-уголь» забойщиком. При шахте окончил школу горных мастеров.
В 1950 году приехал в Междуреченск. Поступил работать проходчиком в ОШПУ, через полгода стал бригадиром. В 1953 году за хорошие показатели по проходке основных выработок на строительстве шахты «Томусинская 1-2» награждён медалью «За трудовое отличие».
Работал на строительстве шахт Томусинская 5-6, Томская, Распадская. Награждён орденом Трудового Красного Знамени.
В 1966 году за успешное выполнение семилетнего государственного плана присвоено звание Героя Социалистического Труда с вручением ордена Ленина.
Умер 21 января 1980 года.

## Награды
- Медаль «За трудовое отличие» (1953);
- Орден Трудового Красного Знамени;
- Медаль Серп и Молот (1966);
- Орден Ленина (1966).